# Pareclipsis kwantungensis
Pareclipsis kwantungensis är en fjärilsart som beskrevs av Eugen Wehrli. Pareclipsis kwantungensis ingår i släktet Pareclipsis och familjen mätare. Inga underarter finns listade i Catalogue of Life.